# بابوس

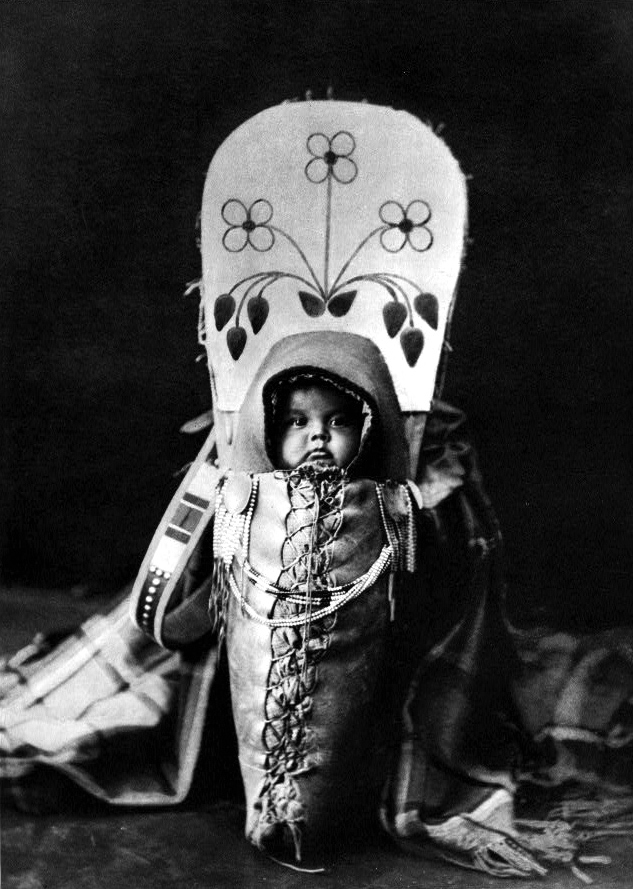
يشار أحيانا إلى حاملة الأطفال خاصة التي تتشابه بالأمريكيين الأصلين (بابوس)

البابوس تعني طفل هندي أمريكي أحمر. وهي كلمة (من اللغة الغونقوينة وتعني الطفل) هي كلمة إنجليزية أمريكية مستعارة. معناها الحالي "طفل أمريكي الأصل"(بغض النظر عن القبيلة) أو أكثر عموما أي طفل. عادة ما تستخدم كمصطلح للتحبب، في كثير من الأحيان في سياق الأمومة. جاءت الكلمة في الأصل من قبيلة «ناراجانسيت». في عام 1643 سجل روجر ويليامز هذه الكلمة في كتابه«المفتاح إلى اللغة الاميريكية»، مما ساعد على نشرها.